# Tatort: Unsichtbar
Unsichtbar ist ein Fernsehfilm aus der Krimireihe Tatort. Der vom MDR produzierte Beitrag wurde am 17. Oktober 2021 im SRF, im ORF und im Ersten ausgestrahlt. In dieser 1174. Tatort-Folge ermitteln die Dresdner Ermittler in ihrem zwölften Fall.

## Handlung
Karin Gorniak und Leonie Winkler ermitteln den Fall der 29-jährigen Cafébesitzerin Anna Schneider, die am helllichten Tag auf der Straße tot zusammengebrochen ist. Kurz vorher hatte sie Anzeige erstattet, weil sie von einem Stalker bedroht wurde. Dieser hatte sie vor ihrem Tod mit einem Medikament vergiftet, das ihr unerträgliche Schmerzen bereitete. Seit kurzem leidet auch Kommissarin Gorniak unter unerklärlichen Schmerzen. Sie erhält anonyme Päckchen und wird ebenfalls von einem Stalker verfolgt.
Ein Anruf des Stalkers bei Gorniak führt die Kommissarinnen zu einem Hightech-Labor, in dem mit Nanotechnologie an Schmerzmitteln für die Krebstherapie geforscht wird. Dort arbeitet Nils Klotsche, der Ex-Freund der Toten, als Laborassistent. Vom Tod seiner Ex-Freundin ist er sehr erschüttert, die geheimnisvolle Wissenschaftlerin Martha Marczynski möchte ihn trösten und ihm dabei näherkommen.
Als Klotsche der Arbeit fernbleibt, erstattet Marczynski im Polizeipräsidium Anzeige, weil sie sich Sorgen um ihn macht. Gorniak vergiftet sich an einer Grußkarte, die sie auf ihrem Schreibtisch vorfindet, und bricht zusammen.
Das Gift ist ein von Marczynski verändertes Nano-Medikament. Gorniak erhält das entsprechende Gegengift. Während es Klotsche gelingt, Gorniak im Auftrag von Marczynski zu entführen, ermittelt Winkler den Ort, an dem sie gefangen gehalten wird.
Marczynski entpuppt sich als Gorniaks frühere Schulfreundin Martha. 20 Jahre zuvor wurde sie bei einem Brand schwer verletzt, nachdem sie Gorniak und deren Freund aus dem selbst gelegten Feuer gerettet hatte. Weil diese sie damals nicht beachtet hatten, rächt sie sich jetzt an Gorniak. Winkler kann Gorniak und den von Marczynski erpressten Klotsche retten, bevor diese das Haus mit sich in Flammen aufgehen lässt.

## Hintergrund
Der Film wurde vom 22. September 2020 bis zum 21. Oktober 2020 in Dresden und Umgebung gedreht, unter anderem an der BallsportArena und in der äußeren Neustadt auf der Alaunstraße.

## Rezeption

### Kritiken
„Nun überfrachten der grundsätzlich ja tolle Regisseur Sebastian Marka und sein Autor Michael Comtesse diese ohnehin mehrschichtige Story; sie ächzt irgendwann unter sich selbst. […] Digitale Schnitzeljagden werden veranstaltet, psychedelische Trips müssen überstanden werden, Horrorvisionen flackern. Viel Stoff, um hier im Bild zu bleiben, für knapp neunzig Minuten. Zu viel Stoff.“

„Regisseur Sebastian Marka ist für solche Stoffe eigentlich genau der richtige Mann. […] Doch sein Dresdner »Tatort« über die fatalen Einwirkungsmöglichkeiten der Nanomedizin gerät unfreiwillig zur Wissenschaftsparodie. Drehbuchautor Michael Comtesse […] stellt das Horrormotiv des mad scientist ins Zentrum der Geschichte. Aber wie hier Trauma, Wahn und Hybris der Forscherpersönlichkeit als Treiber für das Nanokomplott ausgebreitet werden, geht nicht mal nach B-Movie-Kriterien auf.“

### Einschaltquote
Die Erstausstrahlung von Unsichtbar am 17. Oktober 2021  wurde in Deutschland von 8,95 Millionen Zuschauern gesehen und erreichte einen Marktanteil von 27,9 % für Das Erste.